# Auburn (Maine)
Pour les articles homonymes, voir Auburn.
La ville d'Auburn est le siège du comté d'Androscoggin, situé dans le Maine, aux États-Unis. C'est une des deux villes principales connues sous le nom de Lewiston-Auburn, ville métropolitaine du Maine et de la Nouvelle Angleterre. Auburn est sur l'autre rive de la rivière Androscoggin en face de Lewiston. La population se montait à 24 061 habitants lors du recensement de 2020. 

## Histoire
La zone d'Auburn faisait initialement partie de l'achat Pejepscot, terrain acheté en 1714 par un consortium de Boston et Portsmouth à la suite du Traité de Portsmouth, qui a ramené la paix entre les Abénaquis et les colonies anglaises.
Auburn a été colonisée pour la première fois en 1786 dans le cadre de Bakerstown, renommé Poland lorsqu'il a été incorporé par la cour générale du Massachusetts en 1795. Il faisait alors partie de Minot, et séparé de Poland et incorporé en 1802. Auburn serait lui-même séparé et incorporé 24 février 1842. Le nom était apparemment inspiré par « Auburn », un village (réel ou fictif) présenté dans le poème de 1770 « le village déserté » par Oliver Goldsmith. Initialement, il faisait partie du comté de Cumberland, la ville devint le siège du comté d'Androscoggin à sa création en 1854. Auburn annexa des parties de villes autour d'elle, y compris une partie de Poland en 1852, Minot en 1873, et tout Danville (d'abord appelé Pejepscot) en 1867, Auburn a grandi géographiquement comme une des plus grandes municipalités du Maine. Incorporé en 1868, Auburn en 1917 serait la première ville de l'État à adopter un gouvernement du style management.